# Суфьянов, Суфий Хазиевич
 Суфий Хазиевич Суфья́нов  (29 декабря 1914 года — 24 января 1999 года) — командир стрелковой роты 79-го гвардейского стрелкового полка (26-я гвардейская стрелковая дивизия, 8-й гвардейский стрелковый корпус, 11-я гвардейская армия, 3-й Белорусский фронт), гвардии старший лейтенант, Герой Советского Союза.

## Биография

### Ранние годы
Суфьянов Суфий Хазиевич родился 29 декабря 1914 года в деревне Айгай-Мурсаляй ныне Кугарчинского района Башкирии. Башкир.
Образование незаконченное высшее. Член ВКП(б) с 1943 года.
Работал в колхозе. В 1936—1938 годах служил в армии. В 1939—1942 годах — председатель Октябрьского сельсовета Кугарчинского района.
В январе 1942 года призван в РККА Кугарчинским райвоенкоматом.

### На фронте Великой Отечественной войны
В действующей армии с апреля 1942 года.
Командир стрелковой роты 79-го гвардейского стрелкового полка (26-я гвардейская стрелковая дивизия, 11-я гвардейская армия, 3-й Белорусский фронт) гвардии старший лейтенант С. X. Суфьянов в числе первых форсировал реку Неман в районе города Алитус (Литва).

### Подвиг
«…25.06.44 г. в бою за д. Селище тов. Суфьянов своей ротой нанёс удар во фланг обороняющейся группировки немцев и стремительным ударом поставил их под угрозу окружения. Гитлеровцы вынуждены были отойти с большими для них потерями, — оставив на поле боя 50 убитых солдат и офицеров и большое количество вооружения и военной техники. В бою было захвачено и доставлено в штаб 17 немецких солдат и офицеров.
14.07.44 г. полк получил приказ форсировать р. Неман. Рота тов. Суфьянова первой форсировала реку. Под ураганным огнём противника тов. Суфьянов переправил роту на левый берег р. Неман и захватил там плацдарм, чем обеспечил успешную переправу всего полка».
— Из наградного листа на С. Х. Суфьянова
Звание Героя Советского Союза Суфьянову Суфий Хазиевичу присвоено 24 марта 1945 года.

### После войны
С 1946 года капитан Суфьянов С. Х. — в запасе. Вернулся на родину — в Башкирию. Работал председателем Октябрьского сельсовета Кугарчинского района, председателем колхоза имени Свердлова.
Скончался 24 января 1999 года.

## Награды
- Медаль «Золотая Звезда»[1];
- орден Ленина;
- орден Красного Знамени;
- орден Красного Знамени;
- орден Александра Невского[3];
- орден Отечественной войны I степени[4];
- орден Отечественной войны I степени;
- орден Трудового Красного Знамени;
- медаль «В ознаменование 100-летия со дня рождения Владимира Ильича Ленина»;
- медаль «За победу над Германией в Великой Отечественной войне 1941—1945 гг.» (9 мая 1945[5]);
- юбилейная медаль «Двадцать лет Победы в Великой Отечественной войне 1941—1945 гг.» (7 мая 1965[6]);
- юбилейная медаль «Тридцать лет Победы в Великой Отечественной войне 1941—1945 гг.»[7];
- медаль «Сорок лет Победы в Великой Отечественной войне 1941-1945 гг.»[8];
- юбилейная медаль «50 лет Победы в Великой Отечественной войне 1941—1945 гг.»[9];
- медаль «За взятие Кёнигсберга» (9 июня 1945[10]).

## Память
- Имя Героя высечено золотыми буквами в зале Славы Центрального музея Великой Отечественной войны в Парке Победы города Москвы.
- На могиле Героя установлен надгробный памятник.